# Heliophanus montanus
Heliophanus montanus är en spindelart som beskrevs av Wesolowska 2006. Heliophanus montanus ingår i släktet Heliophanus och familjen hoppspindlar. Inga underarter finns listade i Catalogue of Life.